# Association Sportive de Saint-Étienne 1968-1969
Questa voce raccoglie le informazioni riguardanti l'Associaton Sportive de Saint-Étienne nelle competizioni ufficiali della stagione 1968-1969.

## Maglie e sponsor
Lo sponsor tecnico per la stagione 1968-1969 è Le Coq Sportif.
| Manica sinistra · Manica sinistra · Maglietta · Maglietta · Manica destra · Manica destra · Pantaloncini · Calzettoni |

## Rosa
| N. |                       | Ruolo | Calciatore        |
| -- | --------------------- | ----- | ----------------- |
|    | Francia (bandiera)    | P     | Georges Carnus    |
|    | Francia (bandiera)    | P     | Gérard Migeon     |
|    | Francia (bandiera)    | D     | Francis Camerini  |
|    | Jugoslavia (bandiera) | D     | Vladimir Durković |
|    | Francia (bandiera)    | D     | Bernard Bosquier  |
|    | Francia (bandiera)    | D     | Georges Polny     |
|    | Francia (bandiera)    | C     | Georges Bereta    |
|    | Francia (bandiera)    | C     | José Broissart    |

| N. |                    | Ruolo | Calciatore               |
| -- | ------------------ | ----- | ------------------------ |
|    | Francia (bandiera) | C     | Robert Herbin (capitano) |
|    | Francia (bandiera) | C     | Aimé Jacquet             |
|    | Francia (bandiera) | C     | Jean-Michel Larqué       |
|    | Francia (bandiera) | C     | Roland Mitoraj           |
|    | Francia (bandiera) | A     | André Fefeu              |
|    | Mali (bandiera)    | A     | Salif Keïta              |
|    | Camerun (bandiera) | A     | Frédéric N'Doumbé        |
|    | Francia (bandiera) | A     | Hervé Revelli            |

## Risultati

### Challenge des champions
| Arbitro: | Petit |

|                                          |           |                           |
| Zvunka 13’ (aut.) Revelli 56’ Larqué 81’ | Marcatori | 60’ Magnusson 71’ Couécou |

### Coppa dei Campioni
| Arbitro: | Oliveira |

|                       |           |  |
| Keïta 15’ Revelli 36’ | Marcatori |  |

| Arbitro: | Valeš |

|                                                       |           |  |
| Gemmell 44’ (rig.) Craig 59’ Chalmers 66’ McBride 87’ | Marcatori |  |

## Statistiche

### Andamento in campionato
| Giornata  | 1 | 2 | 3 | 4 | 5 | 6 | 7 | 8 | 9 | 10 | 11 | 12 | 13 | 14 | 15 | 16 | 17 | 18 | 19 | 20 | 21 | 22 | 23 | 24 | 25 | 26 | 27 | 28 | 29 | 30 | 31 | 32 | 33 | 34 |
| --------- | - | - | - | - | - | - | - | - | - | -- | -- | -- | -- | -- | -- | -- | -- | -- | -- | -- | -- | -- | -- | -- | -- | -- | -- | -- | -- | -- | -- | -- | -- | -- |
| Luogo     | C | T | C | C | C | C | T | T | T | C  | T  | C  | T  | C  | T  | C  | T  | C  | T  | T  | T  | T  | C  | T  | C  | T  | C  | T  | C  | T  | C  | T  | C  | T  |
| Risultato | V | N | V | V | V | V | V | P | V | V  | N  | V  | N  | V  | V  | V  | V  | V  | P  | V  | V  | N  | V  | V  | V  | V  | P  | V  | V  | V  | V  | P  | N  | P  |
| Posizione | 1 | 4 | 2 | 1 | 2 | 1 | 1 | 1 | 1 | 1  | 1  | 1  | 1  | 1  | 1  | 1  | 1  | 1  | 1  | 1  | 1  | 1  | 1  | 1  | 1  | 1  | 1  | 1  | 1  | 1  | 1  | 1  | 1  | 1  |

Fonte:  France » Ligue 1 1968/1969 » Schedule, su worldfootball.net.
Legenda:

Luogo: C = Casa; T = Trasferta. Risultato: V = Vittoria; N = Pareggio; P = Sconfitta.